# Rallye de Suède 1985
Le Rallye de Suède 1985 (35th International Swedish Rally), disputé du 15 au 17 février 1985, est la cent-trente-septième manche du championnat du monde des rallyes (WRC) courue depuis 1973, et la deuxième manche du championnat du monde des rallyes 1985. De 1980 à 1984, bien que faisant partie du calendrier du championnat du monde des pilotes, l'épreuve ne comptait plus pour le championnat du monde des marques ; elle a été réintégrée cette saison.

## Contexte avant la course

### Le championnat du monde
Ayant succédé en 1973 au championnat international des marques (en vigueur de 1970 à 1972), le championnat du monde des rallyes comprend généralement une douzaine manches, comprenant les plus célèbres épreuves routières internationales, telles le Rallye Monte-Carlo, le Safari ou le RAC Rally. Depuis 1979, le championnat des constructeurs a été doublé d'un championnat pilotes, ce dernier remplaçant l'éphémère Coupe des conducteurs, organisée à seulement deux reprises en 1977 et 1978. Le calendrier 1985 intègre douze manches pour l'attribution du titre de champion du monde des pilotes mais seulement onze sélectives pour le championnat des marques (le Rallye de Côte d'Ivoire en étant exclu). Les épreuves sont réservées aux catégories suivantes :
- Groupe N : voitures de grande production de série, ayant au minimum quatre places, fabriquées à au moins 5000 exemplaires en douze mois consécutifs ; modifications très limitées par rapport au modèle de série (bougies, amortisseurs).
- Groupe A : voitures de tourisme de grande production, fabriquées à au moins 5000 exemplaires en douze mois consécutifs, avec possibilité de modifications des pièces d'origine ; poids minimum fonction de la cylindrée.
- Groupe B : voitures de grand tourisme, fabriquées à au moins 200 exemplaires en douze mois consécutifs, avec possibilité de modifications des pièces d'origine (extension d'homologation portant sur 10% de la production[2]).

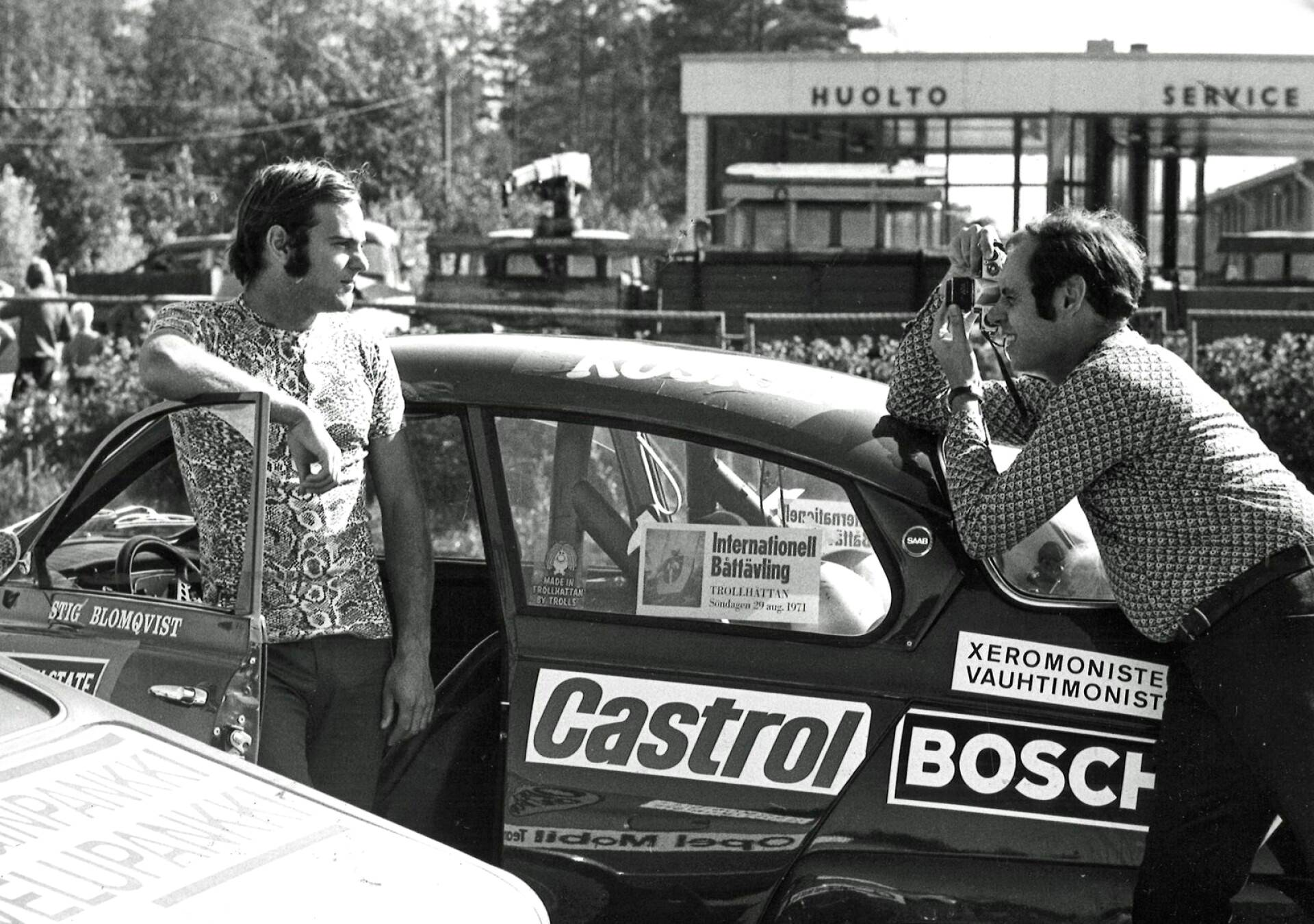
Stig Blomqvist, accoudé à la portière de sa Saab 96 en 1971, année de la première de ses sept victoires au Rallye de Suède.

La saison 1984 a permis à Audi de conquérir un second titre mondial après avoir mené le championnat de bout en bout, les Audi Quattro s'étant imposées dans cinq des dix manches du calendrier, prenant sa revanche sur la Scuderia Lancia, victorieuse en 1983. Principal artisan de ce succès, Stig Blomqvist a été sacré champion du monde des pilotes. L'année 1985 s'avère cependant plus difficile pour le constructeur allemand, qui doit désormais faire face à la menace de Peugeot Sport et sa redoutable 205 Turbo 16, qui aux mains d'Ari Vatanen vient de remporter le Rallye Monte-Carlo, après avoir dominé les trois dernières courses de la saison précédente.

### L'épreuve
C'est en 1950 que fut créé le Rallye du soleil de minuit, qui parcourait les pistes scandinaves jusqu'au cercle polaire. Alors disputé en juin, il fut intégré au championnat d'Europe dès 1953. En 1966, les organisateurs avancèrent de quatre mois sa date et l'épreuve, rebaptisée Rallye de Suède, devenant derrière le Rallye Monte-Carlo la deuxième manche hivernale européenne. Depuis 1973, le Rallye de Suède figure également au calendrier du championnat du monde. S'étant imposé à sept reprises entre 1971 et 1984, Stig Blomqvist y détient le record de victoires.

## Le parcours
- départ : 15 février 1985 de Karlstad
- arrivée : 17 février 1985 à Karlstad

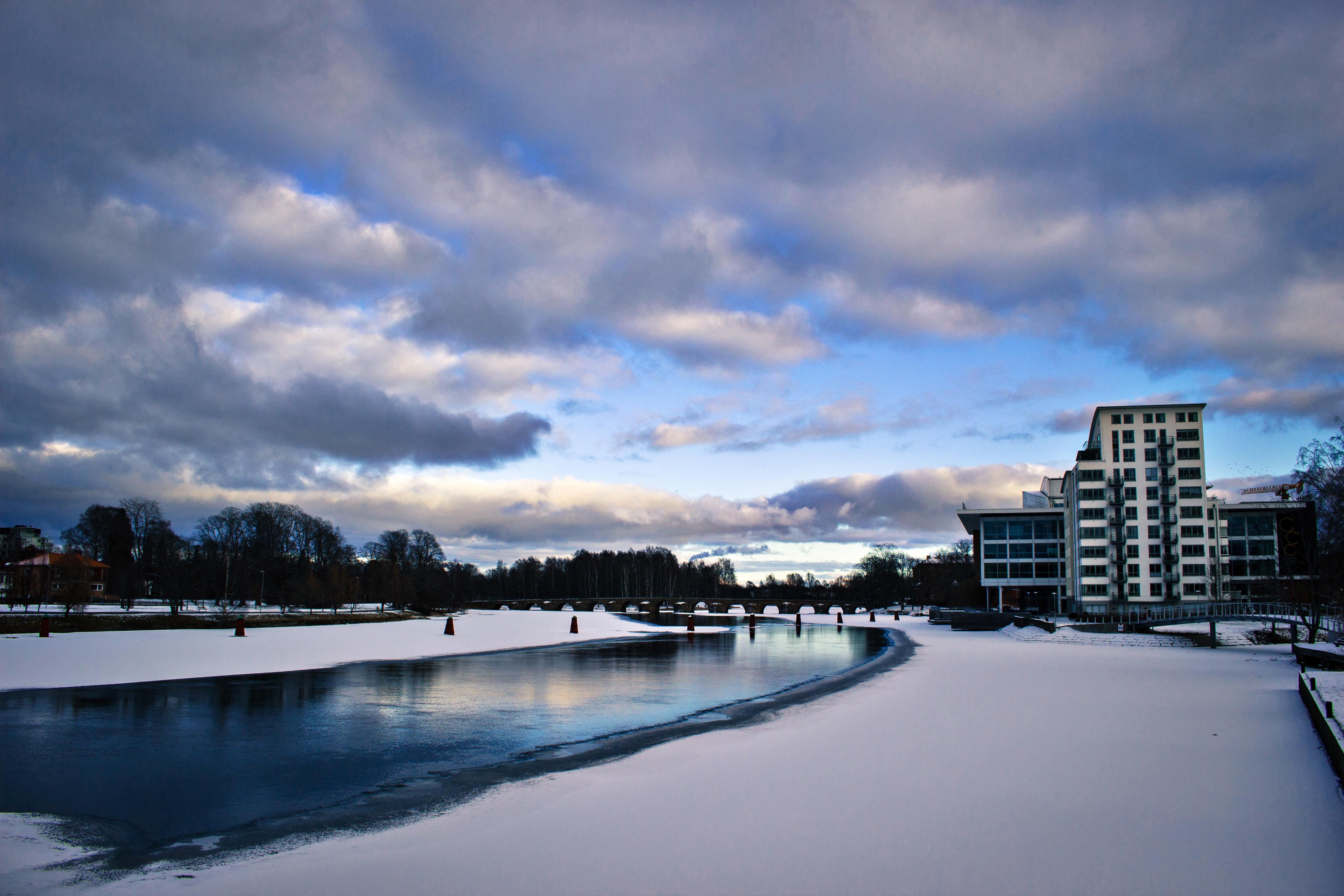
Karlstad, port d'attache du rallye de Suède.

- distance : 1 641,8 km dont 513,6 km sur 29 épreuves spéciales
- surface : neige et glace
- Parcours divisé en trois étapes[5]

### Première étape
- Karlstad - Hagfors - Malung - Torsby - Alster, 599,8 km, le 15 février
- 10 épreuves spéciales, 193,2 km

### Deuxième étape
- Alster - Torsby - Arvika - Alster, 672,7 km, le 16 février
- 12 épreuves spéciales, 216,6 km

### Troisième étape
- Alster - Arvika - Karlstad, 369,3 km, le 17 février
- 7 épreuves spéciales, 103,8 km

## Les forces en présence
- Audi

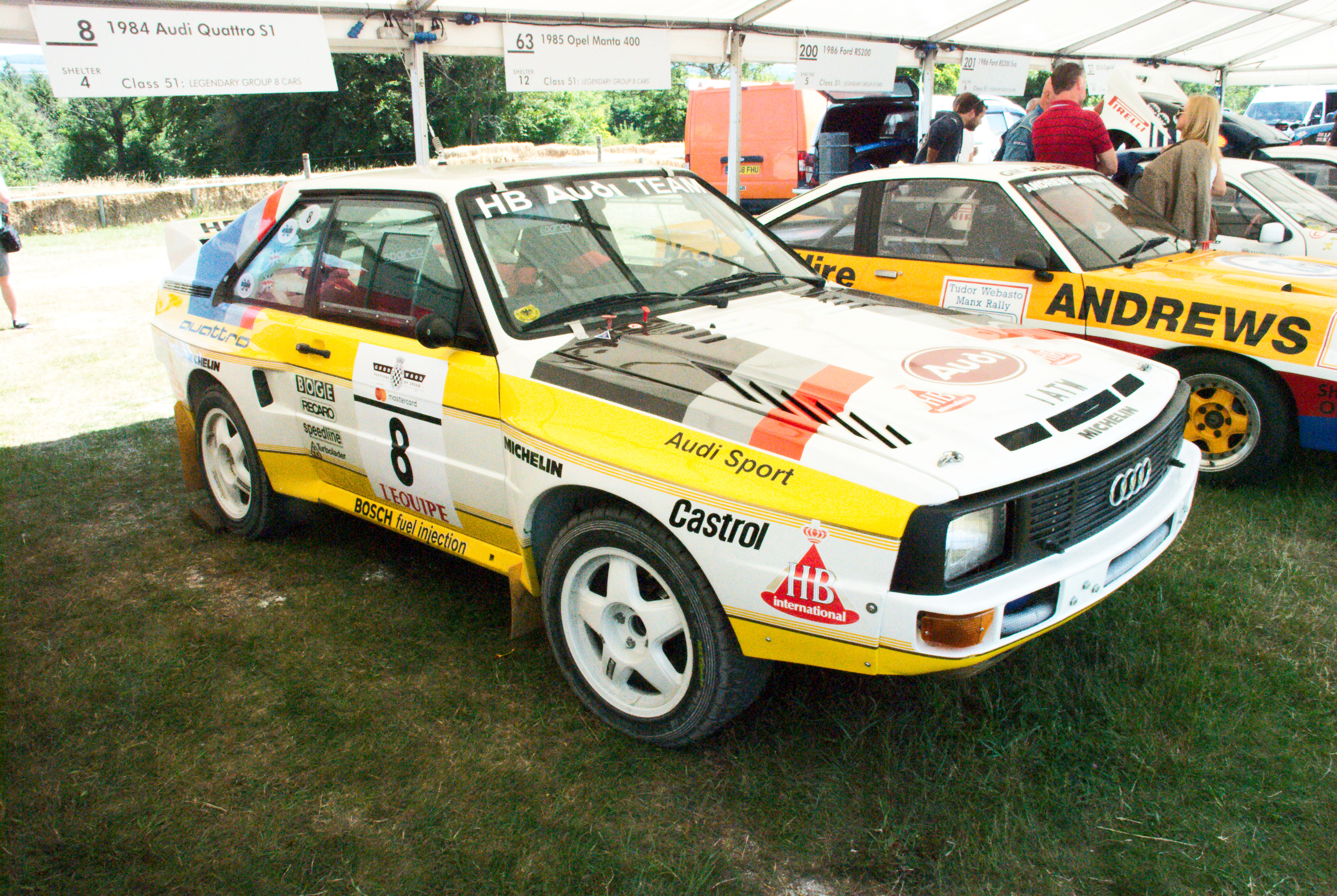
Trois Audi Sport Quattro officielles seront au départ.

Audi Sport aligne trois Sport Quattro groupe B pour Stig Blomqvist, Hannu Mikkola et Walter Röhrl. Caractérisés par un empattement très court (2,20 m), ces coupés à moteur en porte-à-faux avant et transmission intégrale permanente sont apparus au printemps 1984 en remplacement des premiers modèles Quattro, à l'architecture identique, mais plus imposants et nettement moins maniables. Dotées d'un cinq cylindres de 2110 cm3 à culasse vingt soupapes alimenté par système d'injection électronique Bosch associé à un turbocompresseur KKK, les Sport Quattro disposent de 400 chevaux à 7500 tr/min. Elles pèsent 960 kg et sont dotées de pneus Michelin. Aux côtés des voitures officielles, quatre pilotes disposent de Quattro groupe B «classiques» (1100 kg, 2121 cm3, turbo KKK, environ 350 chevaux) ; il s'agit de Per Eklund, Lasse Lampi, David Llewellin et Malcolm Wilson, ce dernier utilisant des pneus Dunlop et non des Michelin. La marque allemande est également bien représentée en groupe A avec six 80 Quattro au départ, les plus en vue étant celles de Mikael Ericsson et de Gunnar Pettersson. Ces berlines à transmission intégrale sont mues par un moteur cinq cylindres atmosphérique de 2144 cm3, délivrant 190 chevaux.
- Peugeot

Peugeot Talbot Sport a engagé deux 205 Turbo 16 groupe B à transmission intégrale permanente pour Ari Vatanen et Timo Salonen. Leur moteur quatre cylindres de 1775 cm3 placé en position centrale arrière est muni d'une culasse seize soupapes. Alimenté par un système d'injection électronique Bosch associé à un turbocompresseur KKK, il délivre 350 chevaux à 7200 tr/min. Malgré un empattement de 2,54 m, les 205 T16 ne mesurent que 3,82 m de long (soit 34 cm de moins que les Audi Sport), les porte-à-faux avant et arrière étant très faibles. Cette architecture confère à ces voitures de 980 kg une grande agilité. Les 205 utilisent des pneus Michelin.
- Mazda

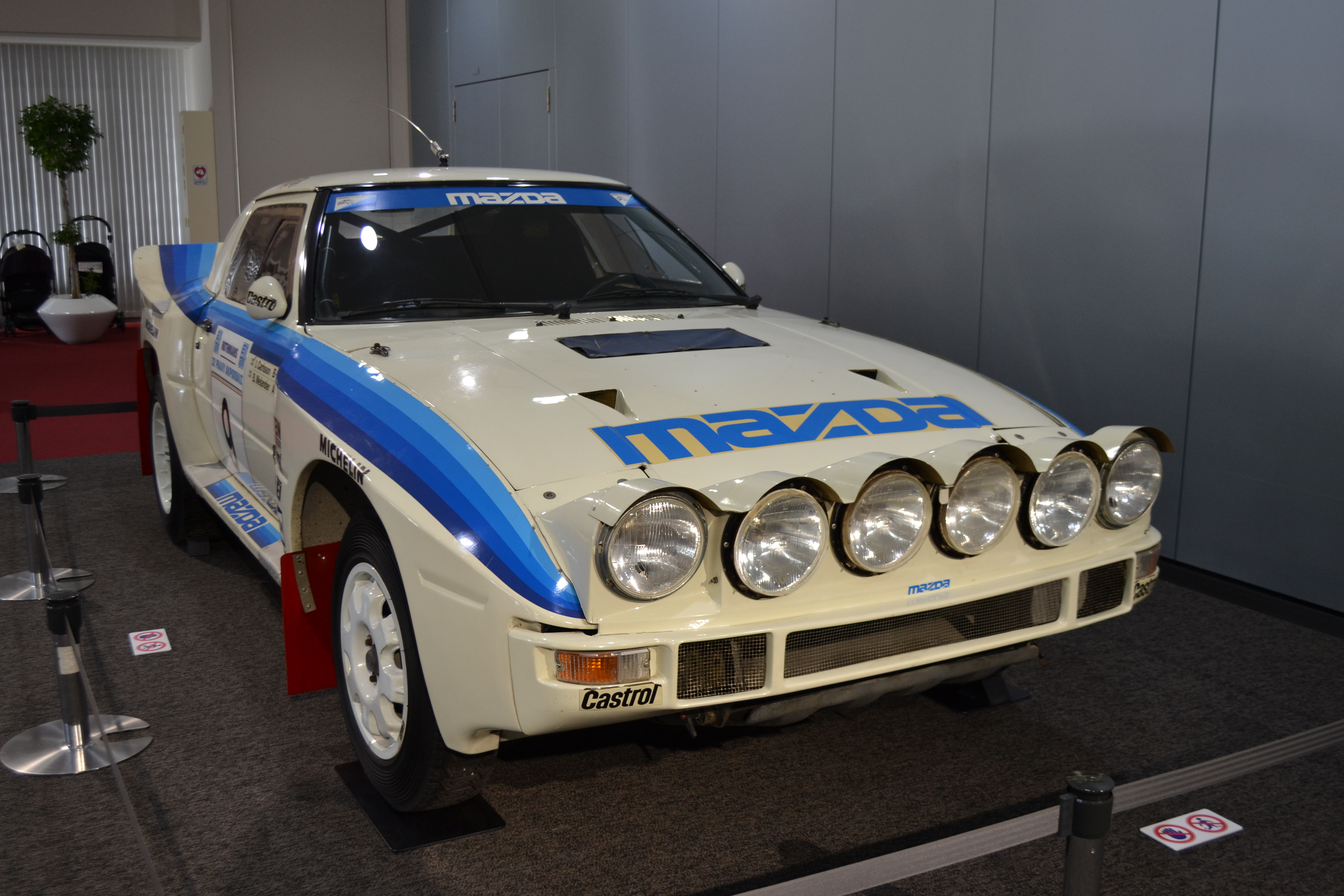
Une Mazda RX-7 groupe B semblable à celle d'Ingvar Carlsson.

Ingvar Carlsson dispose de l'unique RX-7 groupe B engagée par le Mazda Rally Team Europe. Ce coupé à transmission classique pèse environ une tonne. Il utilise un moteur moteur birotor de 1308 cm3 (correspondant à 2616 cm3 pour un moteur à quatre temps). Alimenté par un carburateur Weber à double corps, il développe 280 chevaux à 8000 tr/min. La voiture de Carlsson est chaussée de pneus Pirelli.
- Opel

On compte plus de vingt Opel au départ, la marque allemande étant très prisée en Suède. À l'exception de Mats Jonsson qui pilote une ancienne Ascona 400 groupe B (transmission classique moteur quatre cylindres à double arbre à cames en tête, 2420 cm3, deux carburateurs double corps Weber, les pilotes Opel présents concourent en groupe A. Parmi les plus en vue se trouvent Ola Strömberg et Kenneth Eriksson (Kadett GSi, 170 chevaux), Björn Johansson (Kadett GT/E, 170 chevaux) et Jerry Åhlin (Ascona i2000, 180 chevaux).
- Renault

En vue d'une utilisation dans les rallyes sur asphalte, Lars-Erik Walfridsson a fait entièrement réviser sa 5 Turbo groupe B (960 kg, moteur central arrière, quatre cylindres, 1397 cm3, turbocompresseur Garrett) par Renault Sport. Bénéficiant désormais de l'évolution «Tour de Corse», elle dispose de 300 chevaux à 7000 tr/min. Avec ses voies avant et arrière élargies, elle risque cependant d'être moins efficace qu'auparavant sur les pistes enneigées.
- Volkswagen

Volkswagen Motorsport a engagé une Golf GTI groupe A pour le pilote local Lars-Erik Torph. Cette petite traction de 880 kg est mue par un moteur quatre cylindres de 1781 cm3 alimenté par injection mécanique Bosch, d'une puissance de 170 chevaux.

## Déroulement de la course

### Première étape

#### Karlstad - Malung

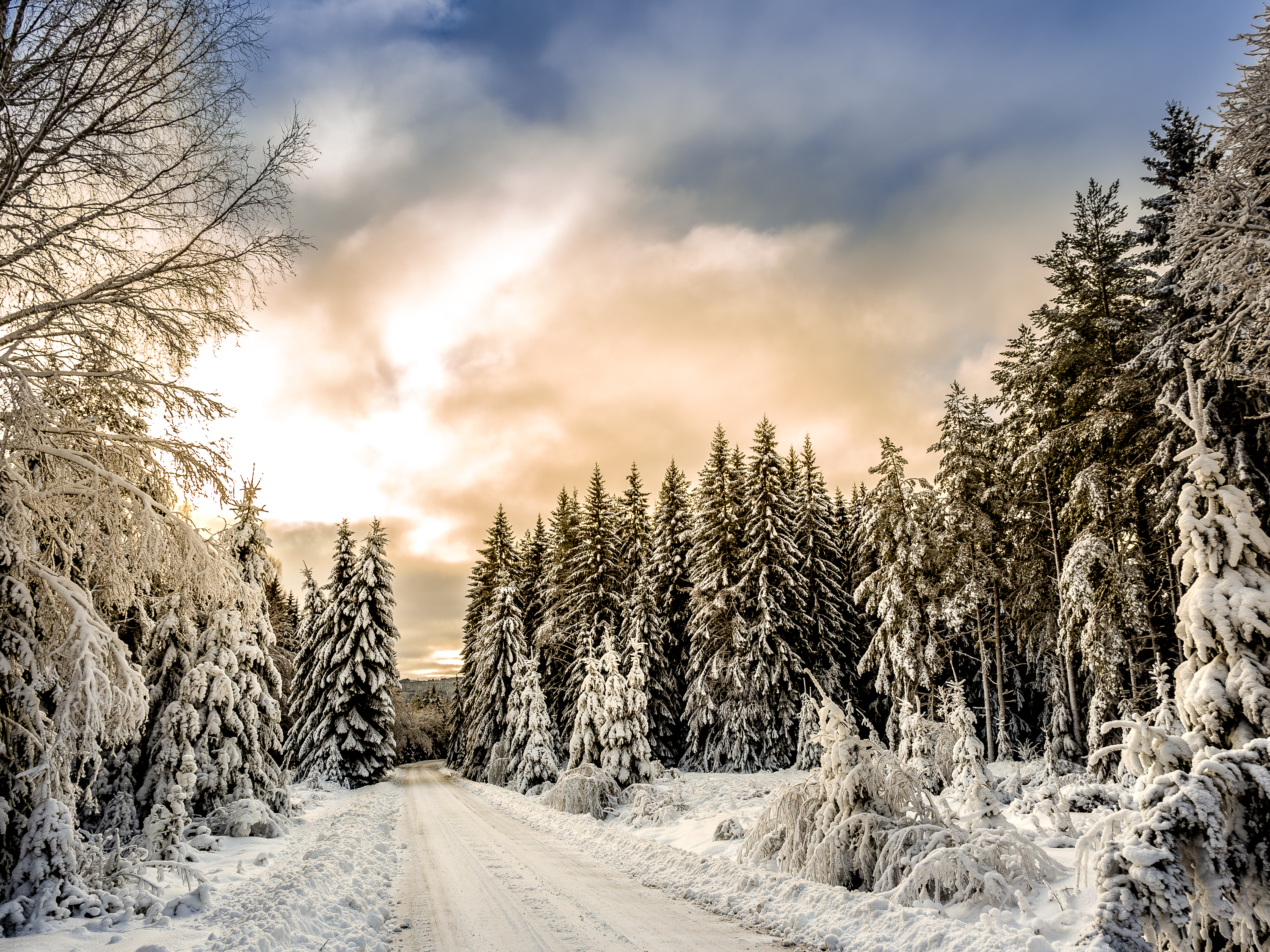
La forêt d'Hagfors, sur le parcours de la première étape.

Les équipages s'élancent de Karlstad le vendredi matin. Spécialiste de l'épreuve, Stig Blomqvist parvient à faire jeu égal avec Ari Vatanen dans le premier secteur chronométré, mais va ensuite céder du terrain à son adversaire finlandais qui exploite parfaitement l'agilité de sa 205 T16 pour prendre l'avantage sur la meilleure Audi. Sur la deuxième Peugeot, Timo Salonen, troisième, n'est que quelques secondes derrière Blomqvist. Vatanen domine nettement la dernière épreuve spéciale, près de Räforsen, avant le regroupement de Malung et rejoint le parc fermé avec une avance de vingt-cinq secondes sur Blomqvist et de trente secondes sur Salonen, ce dernier ayant nettement pris l'ascendant sur les Audi de Walter Röhrl et Hannu Mikkola. Lasse Lampi s'était montré le meilleur pilote indépendant et occupait la sixième position au volant de son Audi Quattro A2 jusqu'à sa sortie de route dans le secteur de Räforsen, lui faisant perdre plus d'une demi-heure. Per Eklund, sur un modèle identique, lui succède à la sixième place, avec près de deux minutes et demie de retard sur la Peugeot de tête. Septième sur son Audi 80, Gunnar Pettersson est en tête du groupe A, en pleine bagarre avec son compatriote Mikael Ericsson, également sur Audi 80.
| Pos. | Pilote            | Copilote              | Voiture              | Groupe | Temps       | Écart        |
| ---- | ----------------- | --------------------- | -------------------- | ------ | ----------- | ------------ |
| 1    | Ari Vatanen       | Terry Harryman        | Peugeot 205 Turbo 16 | B      | 35 min 40 s |              |
| 2    | Stig Blomqvist    | Björn Cederberg       | Audi Sport Quattro   | B      | 36 min 05 s | + 25 s       |
| 3    | Timo Salonen      | Seppo Harjanne        | Peugeot 205 Turbo 16 | B      | 36 min 10 s | + 30 s       |
| 4    | Walter Röhrl      | Christian Geistdörfer | Audi Sport Quattro   | B      | 36 min 28 s | + 48 s       |
| 5    | Hannu Mikkola     | Arne Hertz            | Audi Sport Quattro   | B      | 36 min 50 s | + 1 min 10 s |
| 6    | Per Eklund        | Dave Whittock         | Audi Quattro A2      | B      | 38 min 09 s | + 2 min 29 s |
| 7    | Gunnar Pettersson | Arne Pettersson       | Audi 80 Quattro      | A      | 38 min 26 s | + 2 min 46 s |
| 8    | Mikael Ericsson   | Johnny Johansson      | Audi 80 Quattro      | A      | 38 min 53 s | + 3 min 13 s |
| 9    | Malcolm Wilson    | Nigel Harris          | Audi Quattro A1      | B      | 39 min 20 s | + 3 min 40 s |
| 10   | Kenneth Eriksson  | Bo Thorszelius        | Opel Kadett GSi      | A      |             |              |
| 11   | Ingvar Carlsson   | Benny Melander        | Mazda RX-7           | B      |             |              |
| 12   | Mats Jonsson      | Åke Gustavsson        | Opel Ascona 400      | B      |             |              |

#### Malung - Alster
Les concurrents repartent de Malung dans le courant de l'après-midi. Dans la longue (près de cinquante kilomètres) spéciale de Gärdsås, Blomqvist parvient à reprendre cinq secondes à Vatanen, mais le pilote finlandais va ensuite enchaîner les meilleurs temps, ralliant Alster avec plus d'une minute d'avance sur le champion du monde. Troisième, Salonen n'est pas trop distancé, alors que Röhrl et Mikkola comptent désormais plus de trois minutes de retard sur la Peugeot de tête. Ralenti par des problèmes électriques, Eklund conserve néanmoins la sixième place, mais son retard s'élève à près de huit minutes. La lutte est toujours très serrée en groupe A entre Pettersson et Ericsson, ce dernier ayant pris l'avantage sur son rival dès le secteur de Gärdsås.
| Pos. | Pilote            | Copilote              | Voiture              | Groupe | Temps           | Écart         |
| ---- | ----------------- | --------------------- | -------------------- | ------ | --------------- | ------------- |
| 1    | Ari Vatanen       | Terry Harryman        | Peugeot 205 Turbo 16 | B      | 1 h 40 min 10 s |               |
| 2    | Stig Blomqvist    | Björn Cederberg       | Audi Sport Quattro   | B      | 1 h 41 min 25 s | + 1 min 15 s  |
| 3    | Timo Salonen      | Seppo Harjanne        | Peugeot 205 Turbo 16 | B      | 1 h 42 min 01 s | + 1 min 51 s  |
| 4    | Walter Röhrl      | Christian Geistdörfer | Audi Sport Quattro   | B      | 1 h 43 min 34 s | + 3 min 24 s  |
| 5    | Hannu Mikkola     | Arne Hertz            | Audi Sport Quattro   | B      | 1 h 43 min 51 s | + 3 min 41 s  |
| 6    | Per Eklund        | Dave Whittock         | Audi Quattro A2      | B      | 1 h 48 min 00 s | + 7 min 50 s  |
| 7    | Malcolm Wilson    | Nigel Harris          | Audi Quattro A1      | B      | 1 h 50 min 45 s | + 10 min 35 s |
| 8    | Mikael Ericsson   | Johnny Johansson      | Audi 80 Quattro      | A      | 1 h 50 min 51 s | + 10 min 41 s |
| 9    | Gunnar Pettersson | Arne Pettersson       | Audi 80 Quattro      | A      | 1 h 51 min 35 s | + 11 min 25 s |
| 10   | Ingvar Carlsson   | Benny Melander        | Mazda RX-7           | B      | 1 h 52 min 31 s | + 12 min 21 s |
| 11   | Mats Jonsson      | Åke Gustavsson        | Opel Ascona 400      | B      | 1 h 52 min 51 s | + 12 min 41 s |
| 12   | Lars-Erik Torph   | Jan Svanström         | Volkswagen Golf GTI  | A      | 1 h 53 min 37 s | + 13 min 27 s |
| 13   | Kenneth Eriksson  | Bo Thorszelius        | Opel Kadett GSi      | A      | 1 h 53 min 46 s | + 13 min 36 s |
| 14   | Björn Johansson   | Anders Olsson         | Opel Kadett GT/E     | A      | 1 h 53 min 54 s | + 13 min 44 s |
| 15   | Jerry Åhlin       | Urban Karlsson        | Opel Ascona i2000    | A      | 1 h 55 min 20 s | + 15 min 10 s |

### Deuxième étape

#### Alster - Torsby
Il neige le samedi matin, pour le départ de la deuxième étape. Dans ces conditions, Blomqvist parvient à faire pratiquement jeu égal avec Vatanen. Celui-ci va se faire piéger dans le secteur de Musjöhden : il sort de la route, endommageant le radiateur de sa 205. Il parvient cependant à reprendre la piste, ne perdant qu'une trentaine de secondes. Son coéquipier Salonen va d'ailleurs faire la même erreur, avec des conséquences identiques. Cela n'empêchera pas les deux pilotes Peugeot de se montrer les plus rapides dans les deux secteurs suivants et c'est avec une minute d'avance sur Blomqvist que Vatanen rallie le parc fermé de Torsby, pour une courte halte. Salonen vient une minute plus loin. Röhrl, toujours quatrième, a pris un nette avance sur Mikkola. Septième derrière Eklund, Ericsson conserve de justesse la tête du groupe A, Pettersson ayant réduit son retard à douze secondes.
| Pos. | Pilote            | Copilote              | Voiture              | Groupe | Temps           | Écart         |
| ---- | ----------------- | --------------------- | -------------------- | ------ | --------------- | ------------- |
| 1    | Ari Vatanen       | Terry Harryman        | Peugeot 205 Turbo 16 | B      | 2 h 44 min 55 s |               |
| 2    | Stig Blomqvist    | Björn Cederberg       | Audi Sport Quattro   | B      | 2 h 45 min 57 s | + 1 min 02 s  |
| 3    | Timo Salonen      | Seppo Harjanne        | Peugeot 205 Turbo 16 | B      | 2 h 47 min 08 s | + 2 min 13 s  |
| 4    | Walter Röhrl      | Christian Geistdörfer | Audi Sport Quattro   | B      | 2 h 49 min 04 s | + 4 min 09 s  |
| 5    | Hannu Mikkola     | Arne Hertz            | Audi Sport Quattro   | B      | 2 h 50 min 19 s | + 5 min 24 s  |
| 6    | Per Eklund        | Dave Whittock         | Audi Quattro A2      | B      | 2 h 55 min 43 s | + 10 min 48 s |
| 7    | Mikael Ericsson   | Johnny Johansson      | Audi 80 Quattro      | A      | 2 h 59 min 53 s | + 14 min 58 s |
| 8    | Gunnar Pettersson | Arne Pettersson       | Audi 80 Quattro      | A      | 3 h 00 min 05 s | + 15 min 10 s |
| 9    | Malcolm Wilson    | Nigel Harris          | Audi Quattro A1      | B      | 3 h 00 min 14 s | + 15 min 19 s |
| 10   | Ingvar Carlsson   | Benny Melander        | Mazda RX-7           | B      | 3 h 03 min 01 s | + 18 min 06 s |
| 11   | Kenneth Eriksson  | Bo Thorszelius        | Opel Kadett GSi      | A      | 3 h 04 min 29 s | + 19 min 34 s |
| 12   | Lars-Erik Torph   | Jan Svanström         | Volkswagen Golf GTI  | A      | 3 h 04 min 58 s | + 20 min 03 s |
| 13   | Mats Jonsson      | Åke Gustavsson        | Opel Ascona 400      | B      | 3 h 05 min 01 s | + 20 min 06 s |
| 14   | Björn Johansson   | Anders Olsson         | Opel Kadett GT/E     | A      |                 |               |
| 15   | Jerry Åhlin       | Urban Karlsson        | Opel Ascona i2000    | A      |                 |               |

#### Torsby - Alster
Sur la deuxième partie de l'étape, les portions enneigées alternent avec les secteurs de terre gelée. Vatanen accentue légèrement son avance sur Blomqvist, grapillant une quinzaine de secondes supplémentaires avant le retour au parc fermé. Toujours troisième, Salonen a réalisé de belles performances dans les épreuves nocturnes, mais reste toutefois à plus d'une minute du champion du monde. Röhrl a cassé son moteur dans l'avant-dernière épreuve spéciale et c'est désormais Mikkola qui détient la quatrième place, loin devant Eklund. Pettersson a réussi à combler son retard sur Ericsson, reprenant, pour une seconde, la tête du groupe A.
| Pos. | Pilote                | Copilote         | Voiture              | Groupe | Temps           | Écart         |
| ---- | --------------------- | ---------------- | -------------------- | ------ | --------------- | ------------- |
| 1    | Ari Vatanen           | Terry Harryman   | Peugeot 205 Turbo 16 | B      | 3 h 41 min 34 s |               |
| 2    | Stig Blomqvist        | Björn Cederberg  | Audi Sport Quattro   | B      | 3 h 42 min 53 s | + 1 min 19 s  |
| 3    | Timo Salonen          | Seppo Harjanne   | Peugeot 205 Turbo 16 | B      | 3 h 44 min 07 s | + 2 min 33 s  |
| 4    | Hannu Mikkola         | Arne Hertz       | Audi Sport Quattro   | B      | 3 h 49 min 51 s | + 8 min 17 s  |
| 5    | Per Eklund            | Dave Whittock    | Audi Quattro A2      | B      | 3 h 55 min 39 s | + 14 min 05 s |
| 6    | Gunnar Pettersson     | Arne Pettersson  | Audi 80 Quattro      | A      | 4 h 00 min 25 s | + 18 min 51 s |
| 7    | Mikael Ericsson       | Johnny Johansson | Audi 80 Quattro      | A      | 4 h 00 min 26 s | + 18 min 52 s |
| 8    | Ingvar Carlsson       | Benny Melander   | Mazda RX-7           | B      | 4 h 04 min 57 s | + 23 min 23 s |
| 9    | Mats Jonsson          | Åke Gustavsson   | Opel Ascona 400      | B      | 4 h 06 min 31 s | + 24 min 57 s |
| 10   | Lars-Erik Torph       | Jan Svanström    | Volkswagen Golf GTI  | A      | 4 h 07 min 15 s | + 25 min 41 s |
| 11   | Kenneth Eriksson      | Bo Thorszelius   | Opel Kadett GSi      | A      | 4 h 07 min 35 s | + 26 min 01 s |
| 12   | Björn Johansson       | Anders Olsson    | Opel Kadett GT/E     | A      | 4 h 09 min 11 s | + 27 min 37 s |
| 13   | Jerry Åhlin           | Urban Karlsson   | Opel Ascona i2000    | A      | 4 h 09 min 47 s | + 28 min 13 s |
| 14   | Lars-Erik Walfridsson | Lars Bäckman     | Renault 5 Turbo      | B      | 4 h 12 min 18 s | + 30 min 44 s |

### Troisième étape
Relativement courte, l'étape dominicale se déroule sans incident notable. Vatanen contrôle facilement la course et remporte sa deuxième victoire de la saison, confortant sa position en tête du championnat du monde. Auteur d'un sans-faute Blomqvist termine à une belle deuxième place, devant Salonen et Mikkola. Cinquième, Eklund termine premier des pilotes privés. Il devance Pettersson, qui avec son Audi privée s'impose en groupe A devant l'Audi semi-officielle d'Ericsson.
Cinquante-sept équipages ont atteint l'arrivée.

### Classements intermédiaires
Classements intermédiaires des pilotes après chaque épreuve spéciale

### Classement général

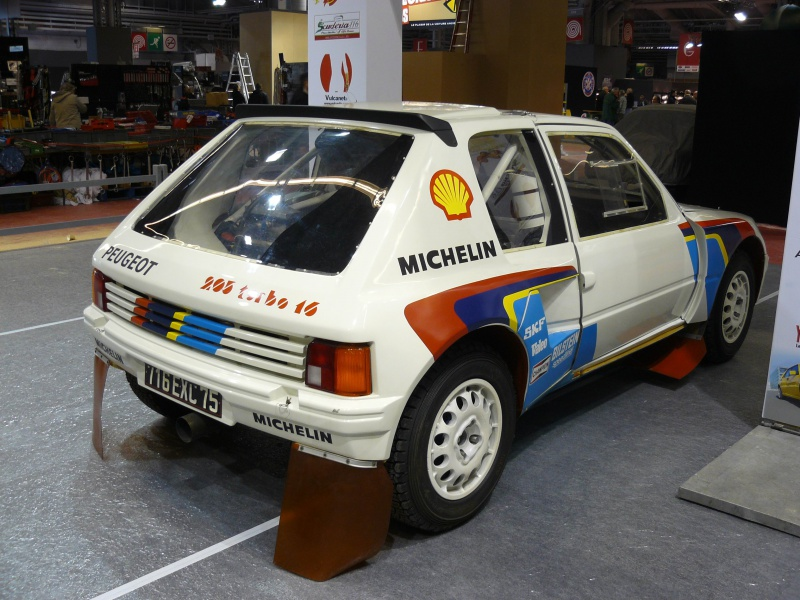
Grâce à Ari Vatanen, cinquième victoire de rang pour la Peugeot 205 Turbo 16 au championnat du monde des constructeurs.

| Pos | No | Pilote            | Copilote         | Voiture              | Temps           | Écart         | Groupe |
| --- | -- | ----------------- | ---------------- | -------------------- | --------------- | ------------- | ------ |
| 1   | 2  | Ari Vatanen       | Terry Harryman   | Peugeot 205 Turbo 16 | 4 h 38 min 49 s |               | B      |
| 2   | 1  | Stig Blomqvist    | Björn Cederberg  | Audi Sport Quattro   | 4 h 40 min 38 s | + 1 min 49 s  | B      |
| 3   | 6  | Timo Salonen      | Seppo Harjanne   | Peugeot 205 Turbo 16 | 4 h 42 min 15 s | + 3 min 26 s  | B      |
| 4   | 3  | Hannu Mikkola     | Arne Hertz       | Audi Sport Quattro   | 4 h 50 min 32 s | + 11 min 43 s | B      |
| 5   | 4  | Per Eklund        | Dave Whittock    | Audi Quattro A2      | 4 h 55 min 50 s | + 17 min 01 s | B      |
| 6   | 19 | Gunnar Pettersson | Arne Pettersson  | Audi 80 Quattro      | 5 h 02 min 03 s | + 23 min 14 s | A      |
| 7   | 12 | Mikael Ericsson   | Johnny Johansson | Audi 80 Quattro      | 5 h 03 min 16 s | + 24 min 27 s | A      |
| 8   | 8  | Ingvar Carlsson   | Benny Melander   | Mazda RX-7           | 5 h 08 min 35 s | + 29 min 46 s | B      |
| 9   | 9  | Mats Jonsson      | Åke Gustavsson   | Opel Ascona 400      | 5 h 09 min 07 s | + 30 min 18 s | B      |
| 10  | 23 | Kenneth Eriksson  | Bo Thorszelius   | Opel Kadett GSi      | 5 h 10 min 22 s | + 31 min 33 s | A      |

### Équipages de tête
- ES1:  Stig Blomqvist -  Björn Cederberg (Audi Sport Quattro) &  Ari Vatanen -  Terry Harryman (Peugeot 205 Turbo 16)
- ES2 à ES29 :  Ari Vatanen -  Terry Harryman (Peugeot 205 Turbo 16)

### Vainqueurs d'épreuves spéciales
- Ari Vatanen -  Terry Harryman (Peugeot 205 Turbo 16) : 16 spéciales (ES 1, 2, 5, 7 à 10, 12, 15, 18 à 20, 23, 25 à 27)
- Stig Blomqvist -  Björn Cederberg (Audi Sport Quattro) : 10 spéciales (ES 1, 3, 6, 13, 14, 17, 24, 27 à 29)
- Timo Salonen -  Seppo Harjanne (Peugeot 205 Turbo 16) : 7 spéciales (ES 4, 11, 16, 21, 22, 28, 29)

## Résultats des principaux engagés
| No | Pilote                | Copilote              | Voiture              | Groupe | Classement général                        | Class. groupe |
| -- | --------------------- | --------------------- | -------------------- | ------ | ----------------------------------------- | ------------- |
| 1  | Stig Blomqvist        | Björn Cederberg       | Audi Sport Quattro   | B      | 2e à 1 min 49 s                           | 2e            |
| 2  | Ari Vatanen           | Terry Harryman        | Peugeot 205 Turbo 16 | B      | 1er                                       | 1er           |
| 3  | Hannu Mikkola         | Arne Hertz            | Audi Sport Quattro   | B      | 4e à 11 min 43 s                          | 4e            |
| 4  | Per Eklund            | Dave Whittock         | Audi Quattro A2      | B      | 5e à 17 min 01 s                          | 5e            |
| 5  | Walter Röhrl          | Christian Geistdörfer | Audi Sport Quattro   | B      | ab. dans la 21e spéciale (moteur)         | -             |
| 6  | Timo Salonen          | Seppo Harjanne        | Peugeot 205 Turbo 16 | B      | 3e à 3 min 26 s                           | 3e            |
| 7  | Lasse Lampi           | Pentti Kuukkala       | Audi Quattro A2      | B      | ab. au départ de la 2e étape (retrait)    | -             |
| 8  | Ingvar Carlsson       | Benny Melander        | Mazda RX-7           | B      | 8e à 29 min 46 s                          | 6e            |
| 9  | Mats Jonsson          | Åke Gustavsson        | Opel Ascona 400      | B      | 9e à 30 min 18 s                          | 7e            |
| 10 | Malcolm Wilson        | Nigel Harris          | Audi Quattro A1      | B      | ab. dans la 19e spéciale (moteur)         | -             |
| 11 | David Llewellin       | Phil Short            | Audi Quattro A2      | B      | ab. dans la 6e spéciale (sortie de route) | -             |
| 12 | Mikael Ericsson       | Johnny Johansson      | Audi 80 Quattro      | A      | 7e à 24 min 27 s                          | 2e            |
| 13 | Ola Strömberg         | Per Carlsson          | Opel Kadett GSi      | A      | ab. dans la 8e spéciale (sortie de route) | -             |
| 14 | Lars-Erik Torph       | Jan Svanström         | Volkswagen Golf GTI  | A      | 11e à 31 min 57 s                         | 4e            |
| 15 | Björn Johansson       | Anders Olsson         | Opel Kadett GT/E     | A      | 12e à 34 min 00 s                         | 5e            |
| 18 | Lars-Erik Walfridsson | Lars Bäckman          | Renault 5 Turbo      | B      | 14e à 37 min 47 s                         | 8e            |
| 19 | Gunnar Pettersson     | Arne Pettersson       | Audi 80 Quattro      | A      | 6e à 23 min 14 s                          | 1er           |
| 23 | Kenneth Eriksson      | Bo Thorszelius        | Opel Kadett GSi      | A      | 10e à 31 min 33 s                         | 3e            |
| 24 | Jerry Åhlin           | Urban Karlsson        | Opel Ascona i2000    | A      | 13e à 35 min 16 s                         | 6e            |

## Classements des championnats à l'issue de la course

### Constructeurs
- Attribution des points : 10, 9, 8, 7, 6, 5, 4, 3, 2, 1 respectivement aux dix premières marques de chaque épreuve, additionnés de 8, 7, 6, 5, 4, 3, 2, 1 respectivement aux huit premières de chaque groupe (seule la voiture la mieux classée de chaque constructeur marque des points). Les points de groupe ne sont attribués qu'aux concurrents ayant terminé dans les dix premiers au classement général[9].
- Seuls les huit meilleurs résultats (sur onze épreuves) sont retenus pour le décompte final des points.

| Pos. | Marque  | Points | M-C  | SUE  | POR | SAF | COR | ACR | NZ | ARG | FIN | SAN | RAC |
| ---- | ------- | ------ | ---- | ---- | --- | --- | --- | --- | -- | --- | --- | --- | --- |
| 1    | Peugeot | 36     | 10+8 | 10+8 |     |     |     |     |    |     |     |     |     |
| 2    | Audi    | 32     | 9+7  | 9+7  |     |     |     |     |    |     |     |     |     |
| 3    | Lancia  | 8      | 5+3  | -    |     |     |     |     |    |     |     |     |     |
| 4    | Renault | 6      | 4+2  | -    |     |     |     |     |    |     |     |     |     |
| 4=   | Mazda   | 6      | -    | 3+3  |     |     |     |     |    |     |     |     |     |
| 6    | Citroën | 4      | 3+1  | -    |     |     |     |     |    |     |     |     |     |
| 6=   | Opel    | 4      | -    | 2+2  |     |     |     |     |    |     |     |     |     |

### Pilotes
- Attribution des points : 20, 15, 12, 10, 8, 6, 4, 3, 2, 1 respectivement aux dix premiers de chaque épreuve.
- Seuls les sept meilleurs résultats (sur douze épreuves) sont retenus pour le décompte final des points.

| Pos. | Pilote              | Marque  | Points | M-C | SUE | POR | SAF | COR | ACR | NZ | ARG | FIN | SAN | CIV | RAC |
| ---- | ------------------- | ------- | ------ | --- | --- | --- | --- | --- | --- | -- | --- | --- | --- | --- | --- |
| 1    | Ari Vatanen         | Peugeot | 40     | 20  | 20  |     |     |     |     |    |     |     |     |     |     |
| 2    | Stig Blomqvist      | Audi    | 25     | 10  | 15  |     |     |     |     |    |     |     |     |     |     |
| 3    | Timo Salonen        | Peugeot | 24     | 12  | 12  |     |     |     |     |    |     |     |     |     |     |
| 4    | Walter Röhrl        | Audi    | 15     | 15  | -   |     |     |     |     |    |     |     |     |     |     |
| 5    | Hannu Mikkola       | Audi    | 10     | -   | 10  |     |     |     |     |    |     |     |     |     |     |
| 6    | Bruno Saby          | Peugeot | 8      | 8   | -   |     |     |     |     |    |     |     |     |     |     |
| 6=   | Per Eklund          | Audi    | 8      | -   | 8   |     |     |     |     |    |     |     |     |     |     |
| 8    | Henri Toivonen      | Lancia  | 6      | 6   | -   |     |     |     |     |    |     |     |     |     |     |
| 8=   | Gunnar Pettersson   | Audi    | 6      | -   | 6   |     |     |     |     |    |     |     |     |     |     |
| 10   | Dany Snobeck        | Renault | 4      | 4   | -   |     |     |     |     |    |     |     |     |     |     |
| 10=  | Mikael Ericsson     | Audi    | 4      | -   | 4   |     |     |     |     |    |     |     |     |     |     |
| 12   | Jean-Claude Andruet | Citroën | 3      | 3   | -   |     |     |     |     |    |     |     |     |     |     |
| 12=  | Ingvar Carlsson     | Mazda   | 3      | -   | 3   |     |     |     |     |    |     |     |     |     |     |